# Maia (Portogallo)
Maia ('maiɐ) è un comune portoghese di 120 111 abitanti situato nel distretto di Porto.

## Società

### Evoluzione demografica
| Popolazione di Maia (1801 – 2004) | Popolazione di Maia (1801 – 2004) | Popolazione di Maia (1801 – 2004) | Popolazione di Maia (1801 – 2004) | Popolazione di Maia (1801 – 2004) | Popolazione di Maia (1801 – 2004) | Popolazione di Maia (1801 – 2004) | Popolazione di Maia (1801 – 2004) | Popolazione di Maia (1801 – 2004) |
| --------------------------------- | --------------------------------- | --------------------------------- | --------------------------------- | --------------------------------- | --------------------------------- | --------------------------------- | --------------------------------- | --------------------------------- |
| 1801                              | 1849                              | 1900                              | 1930                              | 1960                              | 1981                              | 1991                              | 2001                              | 2004                              |
|                                   | 16 539                            | 20 367                            | 29 536                            | 53 643                            | 81 679                            | 93 151                            | 120 111                           | 130 254                           |

## Suddivisioni amministrative
Dal 2013 il concelho (o município, nel senso di circoscrizione territoriale-amministrativa) di Maia è suddiviso in 10 freguesias principali (letteralmente, parrocchie).

### Freguesias
1. Castêlo da Maia: Avioso (Santa Maria), Avioso (São Pedro), Gemunde, Barca, Gondim
2. Cividade do Maia: Gueifães, Maia, Vermoim
3. Nogueira: Nogueira, Silva Escura
4. Águas Santas
5. Folgosa
6. Milheirós
7. Moreira
8. Pedrouços
9. São Pedro Fins
10. Vila Nova da Telha